# BBC News
BBC News este departamentul BBC responsabil transmiterea știrilor și a afacerilor actuale. Cea mai mare organizație de transmitere a știrilor, difuzează zilnic 120 de ore de televiziune și radio, precum și știri online. Serviciul deține 44 de birouri străine de știri și are corespondenți în aproape toate cele 240 de țări.
Bugetul anual este de 350 milioane de lire sterline, un personal de 3500, dintre care 2000 sunt jurnaliști. Acesta are centre regionale răspândite în Marea Britanie. Sediul central este BBC Television Centre în West London.
Directorul BBC News este Helen Boaden.